# Bernard Descamps (photographe)
Pour les articles homonymes, voir Bernard Descamps (homme politique) et Descamps.
Bernard Descamps est un photographe français, né le 16 janvier 1947 à  Saint-Mandé, près de Paris. Il est l'un des membres fondateurs de l'agence Vu et un cofondateur des Rencontres africaines de la Photographie, également appelées Rencontres de Bamako.

## Biographie
Bernard Descamps est né en 1947 à Saint-Mandé. Sa famille vit dans un petit pavillon à Villeneuve-le-roi, en bout des pistes de l'aéroport d'Orly. "Les Super Constellation à hélices décollaient au-dessus de la maison, faisant vibrer la vaisselle dans le buffet de la cuisine".
Dans les années 1950, sa famille emménage dans un deux-pièces à Vitry-sur-Seine. Il y passera toute son enfance, et fréquentera l'école primaire Montesquieu et le collège Jean-Jaurès. 
Son père est journaliste sportif à l'Agence France-Presse, grand spécialiste du Tour de France, sa mère est "femme au foyer".
Pendant les vacances scolaires, sa mère, originaire de la campagne, emmène ses deux fils dans les Vosges. Elle les initie à l'observation de la faune et de la flore. 
Après le lycée Lavoisier à Paris, Bernard Descamps choisit de poursuivre ses études en biologie et intègre en 1966 l'Université Paris VII - campus de Jussieu. Il se spécialise en physiologie animale, puis en physiologie de la reproduction pour son DEA. En 1972, il obtient un poste d'assistant et prépare une thèse de 3e cycle, qu'il ne soutiendra jamais. Parallèlement, il pratique la photographie depuis quelques années. "J'ai toujours fait de la photo, même avant d'avoir mon poste à la Fac. Les premières photos sérieuses que j'ai développées moi-même datent de 1969". Il rencontre Arnaud Claass, photographe et théoricien de la photographie, en 1972. 
La revue suisse Camera publie ses premières photographies en 1974.
Sa première grande exposition est organisée par Jean-Claude Lemagny à la Bibliothèque Nationale de France en 1975, en compagnie de Bruno Réquillart, Bernard Plossu et Eddie Kuligowski. 
La même année, il rencontre Alexander Von Berswordt, directeur de la Galerie m à Bochum (Allemagne). Celui-ci l'expose en compagnie de Florence Henri, photographe du Bauhaus, et lui propose, l'année suivante, une nouvelle exposition au Musée de Leverkusen, avec le célèbre photographe André Kertész, son maître. 
Bernard Descamps s'installe avec sa famille en Touraine, et organise des stages photo chez lui, à Chinon. La photographie empiète de plus en plus sur son travail de recherche, et en 1978, il démissionne de son poste de chercheur pour devenir photographe professionnel. 
Il est l'un des membres fondateurs de l'agence VU créé par Christian Caujolle en 1986, et un cofondateur en 1994 des Rencontres africaines de la photographie avec Françoise Huguier.  
Bernard Descamps travaille essentiellement en noir-et-blanc, sur le choix de cadrage à la prise de vue : ses photographies sont systématiquement centrées, symétriques, équilibrées, allant à l'encontre des règles « académiques » de composition (la règle des tiers, le nombre d'or etc.). 
Il est représenté par la galerie Camera Obscura à Paris et par la Box Galerie à Bruxelles.

## Publications
- Sahara, texte de Tahar Ben Jelloun, éditions AMC, 1987
- Pygmées, l'esprit de la forêt, texte de Serge Bahuchet, Marval, 1994
- Le don du fleuve - Poèmes Peuls, avec Christian Seydou, éditions Filigranes, 1998
- Berbère, vallées du haut-Atlas marocain, texte de Catherine Simon, éditions Filigranes, 1999
- Japon, texte de Bernard Descamps, éditions Filigranes, 2000
- Neige, texte de Bernard Descamps, éditions Imaginayres, 2001
- Evening Land, texte de Dominique Sampiero, éditions Filigranes, 2002
- Silences, lieux sacrés de l'Inde du sud - Poèmes de l'Inde ancienne, éditions Filigranes, 2008
- Lady Land, texte de Bernard Descamps, éditions Filigranes, 2009
- Quelques Afriques : Entretien avec Brigitte Ollier, éditions Filigranes, 2011, 104 p. (ISBN 978-2-35046-212-7)
- Ici même : Texte de Hervé Le Goff, éditions Filigranes, 2012, 60 p. (ISBN 978-2-35046-255-4)
- Où sont passés nos rêves ? : Texte de Dominique A, éditions Filigranes, 2015, 96 p. (ISBN 978-2-35046-361-2)
- Autoportrait, texte de Bernard Descamps, Éditions Filigranes, 2017
- Natura, texte de Maria Spiegel, éditions Filigranes, 2019  (ISBN 978-2-35046-485-5)
- Le singe qui regardait l'étoile, texte de Bernard Descamps, éditions Le Bec en l'air, 2022
- Au-delà des apparences, texte de Héloïse Conésa (BnF), éditions Filigranes, 2022
- Essentiel, co-édition avec la galerie Camera Obscura et les éditions Filigranes, 2023

## Expositions

### Principales expositions personnelles
- 1975 : avec Florence Henri, Galerie m, Bochum, Allemagne
- 1976 : avec André Kertesz, Musée de Leverkusen, Allemagne
- 1978 : Rétrospective restreinte, Centre national d'art et de culture Georges-Pompidou, Paris
- 1979 : Musée Réattu, Arles
- 1984 : Paysages du Sahara, Galerie Agathe Gaillard, Paris
- 1987 : Galerie du Château d'eau, Pôle photographique de Toulouse
- 1988 : Musée Nicéphore-Niépce, Châlon-sur-Saône
- 1992 : Paris couleur nuit, FNAC Étoile, Paris
- 1992 : Paris couleur nuit, Galerie Bunkamura, Tokyo, Japon
- 1994 : Les Hautes Alpes, Galerie du théâtre La Passerelle, Gap
- 1998 : Pygmées, l'esprit de la forêt, Encontros da Imagen, Braga, Portugal
- 1999 : Le don du fleuve, Maison Robert Doisneau, Gentilly
- 2000 : Juste des images, Galerie Le Réverbère, Lyon
- 2000 : Juste des images, Bar Floréal, Paris
- 2000 : Juste des images, Atelier Contrejour, Marseille
- 2002 : Evening Land, Galerie Camera Obscura, Paris
- 2004 : Evening land, un pays imaginaire, Centre atlantique de la photographie, Le Quartz, Brest
- 2007 : Au-delà des apparences, Galerie 127, Marrakech, Maroc
- 2007 : Les silences du promeneur, Box Galerie, Bruxelles, Belgique
- 2008 : Japon, Caixa Cultural, Sao Paulo, Brésil
- 2008 : Château de Tours, France
- 2011 : Espace Contretype, Bruxelles, Belgique
- 2011 : Afrique, Galerie Camera Obscura, Paris
- 2011 : Djenné, Artothèque de Vitré, France
- 2011 : Quelques Afriques, Box Galerie, Bruxelles, Belgique
- 2015 : Bernard Descamps, Espace photographique de l'Hôtel de Sauroy, Paris
- 2016 : Festival Planche(s) contact, Deauville
- 2017 : Où sont passés nos rêves ?, Galerie Le Lieu, Lorient
- 2020 : Rencontres, (rétrospective) Le Château d'eau - pôle photographique de Toulouse[2].
- 2020 : Natura, Museum Unter Tage, Bochum, Allemagne
- 2022 : Chinon 1976-2021, quelques images, Galerie de l'Hôtel de Ville, Chinon
- 2022 : Au-delà des apparences, (rétrospective) Château de Tours, France
- 2022 : Itinéraire bis, Box Galerie, Bruxelles, Belgique
- 2023 : Essentiel, Galerie Camera Obscura, Paris

### Principales expositions collectives
- 1975 : avec Bruno Réquillart, Bernard Plossu et Eddie Kuligowski, Bibliothèque nationale de France, Paris[4]. Commissaire : Jean-Claude Lemagny
- 1976 : Photography as Art, Art as Photography, Documenta Kassel, Allemagne
- 1977 : La photographie créatrice au XXème siècle à travers les collections de la Bibliothèque nationale de France, Centre national d'art et de culture Georges-Pompidou, Paris
- 1977 : Concerning Photography, Photographers Gallery, Londres
- 1978 : Jeune photographie française, Werkstatt für Photographie, Berlin - Commissaire : Jean-Claude Lemagny
- 1979 : Bruxelles photographique, Bruxelles
- 1980 : Museum of Art, University of Oklahoma, Oklahoma City
- 1980 : 10 photographes pour le patrimoine, Centre national d'art et de culture Georges-Pompidou, Paris
- 1985 : Trouver Trieste, Tour Eiffel, Paris
- 1985 : 1 jour à Evry, Galerie de l'Aire Libre, Evry
- 1988 : Regards sur le Palais Garnier, Palais Garnier, Paris
- 1989 : Lecture... lectures, par les photographes de l'Agence VU, Galerie de la BPI, Centre national d'art et de culture Georges-Pompidou, Paris
- 1991 : La lumière du Sud Ouest selon Roland Barthes, Bibliothèque municipale de Bordeaux
- 1994 : Les Routes du Lait, Bibliothèque national de France, Paris
- 1994 : Paris la nuit, par les photographes de l'agence Métis, Musée Carnavalet, Mois de la Photo, Paris
- 1996 : Métis, Eleven contemporary french photographers, The Transco Tower Gallery-East Gallery, Houston Texas
- 1999 : TRANS AFRICA, Musée de la Photographie de Charleroi, Belgique
- 1999 : Dijon vu par 9 photographes, Palais des Ducs et des États de Bourgogne, Dijon
- 1999 : Portraits de femmes, portraits de fermes, Agence Vu, Paris
- 2012 : La photographie en France 1950-2000, Maison européenne de la photographie, Paris
- 2014 : Visages, Centre de la Vieille Charité, Marseille
- 2014 : Le mur, Collection Antoine de Galbert, La Maison Rouge, fondation Antoine-de-Galbert, Paris
- 2015 : Oser la photographie, 50 ans d'une collection d'avant-garde, Rencontres de la photographie d'Arles, Musée Réattu Arles
- 2020 : Noir & blanc : une esthétique de la photographie, collection de la Bibliothèque nationale de France, Grand Palais, Paris. Commissaire : Héloïse Conésa
- 2022 : Métamorphose. La photographie en France, 1968-1989, Pavillon Populaire, Montpellier. Commissaire : Michel Poivert

## Collections
- Stedelijk Museum, Amsterdam
- Bibliothèque nationale de France (BnF), Paris
- Centre national d'art et de culture Georges-Pompidou, Paris
- Musée de Leverkusen, Allemagne
- Musée Réattu, Arles
- Musée de la photographie, Charleroi, Belgique
- Le Château d'eau - pôle photographique de Toulouse
- Maison européenne de la photographie (MEP), Paris
- Imagerie Lannion
- Fonds national d'art contemporain (Fnac), Centre national des Arts Plastiques (CNAP), Ministère de la Culture
- University of Oklahoma, Norman, Etats-Unis
- Musée de la Roche-sur-Yon
- Ville de Dijon
- Plusieurs Fonds régional d'art contemporain et Artothèques
- Musée Géo-Charles, Échirolles
- Musée Nicéphore-Niépce, Châlon-sur-Saône
- Museum unter Tage, Bochum, Allemagne
- Musée d'art et d'archéologie, Aurillac

## Prix et Bourses
- 1979 : Bourse de la Fondation nationale de la photographie.
- 1992 : Bourse de la Villa Médicis hors les murs.
- 2004 : 2e et 3e prix au "Humanity photo Award" organisé par l’UNESCO et la China Folklore photographic association.
- 2021 : Prix "Résidence pour la Photographie" Fondation des Treilles.